# وادبریج
longitudeوادبریجlatitudeوادبریج
وادبریج (به انگلیسی: Wadebridge) یک شهرک در بریتانیا است که در انگلستان واقع شده‌است.

## خصوصیات
وادبریج ۶٬۳۵۱ نفر جمعیت دارد.